# Louisa Baldwin
Louisa Baldwin (Wakefield, 28 de agosto de 1845 – vila de Wilden, 16 de maio de 1925) foi uma escritora, poeta e contista inglesa. 
Autora de diversos livros bem sucedidos na comunidade literária vitoriana, em especial de fantasmas, publicou quatro romances, várias coletâneas de poesia, livros infantis e ao menos uma coletânea de histórias de fantasmas.

## Biografia
Louisa nasceu em Wakefield, em 1845. Era filha do pastor metodista George Browne MacDonald e sua esposa Hannah Jones, que era filha de John e Mary Jones, de Manchester. O casal teve 11 filhos, que nasceram conforme o pastor mudava de congregação. Dez meses após o casamento, nasceu a primeira filha, Mary Rawlinson Macdonald, que logo após o nascimento ficou cega e morreu antes de completar três anos de idade.
À essa altura o segundo já tinha nascido, Harry. Nos 14 anos seguintes, a cada 18 meses, um bebê nascia. Nasceu Alice, em Sheffield, 1837; Caroline e Georgiana, em Birmingham, 1838 e 1840; Frederic e Agnes, em Leeds, 1842 e 1843; Louisa, em Wakefield, 1845; e Edith, em Huddersfield, 1848. Walter morreu em 1847, com apenas um mês de vida e Herbert viveu menos que isso, morrendo em 1851.
A família não vivia no luxo. Os ganhos de um pastor não eram altos e sendo membro da Igreja Metodista ele não tinha os privilégios e o apreço que os membros da Igreja Anglicana tinham. A família se mudou para Wolverhampton em setembro de 1862. Mas as dores nas costas impediam George de trabalhar. Ele então teve que abrir mão de seu cargo de pastor e ministro metodista e a família se mudou para uma casa bem menor na mesma cidade.
Entre 1863 e 1864, a família foi assolada pela doença. Louisa pegou contraiu varíola em uma visita a Londres, tendo a irmã Alice como sua cuidadora. Georgiana, já mãe do pequeno Philip, foi acometida por escarlatina, que estava grávida na época e acabou dando à luz prematuramente, sendo que o bebê morreu três semanas depois.

## Casamento
A família vivia com poucos recursos, mas as filhas acabaram se casando com importantes homens da época. Louisa se casou com o industrial e político Alfred Baldwin, em 1866, em um casamento duplo em que sua irmã, Agnes, casou-se com Edward Poynter. Alfred e Louisa eram os pais de Stanley Baldwin, futuro primeiro-ministro do Reino Unido.
A vida de Louisa, entretanto, não era feliz. Sua mãe se preocupava com Alfred, que considerava arrogante e pomposo. Após o nascimento do filho, Louisa teve ao menos um aborto e passou boa parte da vida engravidando e perdendo bebês. Alguns estudiosos acreditam que seu estado permanente de doença se devia à hipocondria. O tempo se recuperando dos abortos e gestações a levou a escrever.

## Morte
Alfred morreu em 1908, sem ver a ascensão do filho na política. Louisa obteve sucesso como escritora, junto das irmãs Agnes, Georgiana, Edith (que nunca se casou) e Alice, que ficaram conhecidas como "As Irmãs MacDonald". Louisa morreu em 16 de maio de 1925, na vila de Wilden, em Bedfordshire, aos 79 anos, depois de vários anos acamada.

## Publicações

### Livros
- The Real and the Counterfeit  (1865)
- Richard Dare; Volume 1 (1894)
- Richard Dare; Volume 2 (1894)
- The Story Of A Marriage (1895)

### Coletâneas
- The Shadow on the Blind and Other Ghost Stories (1895)

### Antologias
- The Shadow on the Blind and Other Stories (2007)
- The Collected Supernatural & Weird Fiction of Mrs G. Linnaeus Banks and Mrs Alfred Baldwin: Through the Night & The Shadow on the Blind and Other Stories (2016)

### Contos
- The Weird of the Walfords (1889)
- The Uncanny Bairn (1892)
- The Shadow on the Blind (1894)
- The Ticking of the Clock (1894)
- How He Left the Hotel (1894) - publicado na coletânea Vitorianas Macabras, da DarkSide Books
- Many Waters Cannot Quench Love (1895)
- My Next-Door Neighbour (1895)
- Sir Nigel Otterburne's Case (1895)
- The Empty Picture Frame (1895)
- The Real and the Counterfeit (1895)